# اسپیریدون یانیوتیس
اسپیریدون یانیوتیس (انگلیسی: Spyridon Gianniotis؛ زادهٔ ۱۹ فوریهٔ ۱۹۸۰) یک شناگر اهل یونان است.
از افتخارات وی میتوان به کسب مدال نقره ۱۰ کیلومتر آب‌های آزاد در بازی‌های المپیک تابستانی ۲۰۱۶ اشاره کرد.